# Movia
Trafikselskabet Movia è una società pubblica danese che gestisce in qualità di agenzia la rete autobus dell'intera Hovedstaden (fatta eccezione per il comune di Bornholm) e della Selandia oltre che alcune ferrovie regionali. La gestione attiva è delegata ad altre aziende.
Nata nel 2007 nell'ambito della riorganizzazione del trasporto pubblico delle riforme strutturali della Danimarca, Movia è il risultato della fusione di HUR Trafik, Vestsjællands Trafikselskab e Storstrøms Trafikselskab.